# Rhithrodytes crux
Rhithrodytes crux är en skalbaggsart som först beskrevs av Fabricius 1792.  Rhithrodytes crux ingår i släktet Rhithrodytes och familjen dykare. Inga underarter finns listade i Catalogue of Life.